# Dekanat Doliny Loary i Poitou
Dekanat Doliny Loary i Poitou – jeden z 13 dekanatów Arcybiskupstwa Zachodnioeuropejskich Parafii Tradycji Rosyjskiej Patriarchatu Moskiewskiego. Dziekanem jest ks. Philippe Maillard.

## Parafie
W skład dekanatu wchodzi 5 parafii:
- Parafia Zwiastowania w Angers
- Parafia Trójcy Świętej w Montargis-Chalette
- Parafia Chrystusa Zbawiciela w Orleanie
- Parafia Trójcy Świętej i św. Hilarego z Poitiers w Poitiers
- Parafia św. Marcina Miłosiernego w Tours